# Pelourinho de Alpedriz
O Pelourinho de Alpedriz é um monumento situado na vila de Alpedriz, município de Alcobaça (Portugal).
Alpedriz recebeu o seu primeiro foral em 1150 e a renovação de foral em 1515. No entanto, a data de edificação do pelourinho actual é incerta. 
Encontra-se classificado como imóvel de interesse público desde 1933.